# Crema fritta
La crema fritta (anche cremino fritto o cremini) è un dolce tradizionale della cucina italiana, diffuso in diverse regioni, in particolare nelle Marche, in Emilia-Romagna e in Veneto. Consiste in cubetti o rombi di crema pasticcera soda, raffreddata e poi fritta, solitamente servita come dessert o come componente dolce del fritto misto all'italiana.

## Varianti regionali
- In Emilia-Romagna e nelle Marche, la crema fritta è spesso servita come parte del fritto misto alla bolognese e alla marchigiana, che comprende olive all'ascolana, carne e verdure fritte[1]. È caratterizzata da una doppia impanatura (con farina, uova e pangrattato), e dalla sua forma quadrata o romboidale.
- In Veneto (dov'è anche conosciuta come “il rombo del Doge”[2]), viene preparata da ottobre a giugno, e in particolare nel periodo di Carnevale. Viene consumato come dolce di fine pasto o merenda, e può essere acquistato in pezzi singoli o in coni da passeggio. A differenza della versione bolognese e marchigiana, la crema fritta alla veneziana ha un'impanatura più leggera, spesso senza pangrattato, e viene servita a forma di quadratini o piccoli bocconcini realizzati anche in forma rotonda.